# Странє-при-Шкоцяну
Странє-при-Шкоцяну (словен. Stranje pri Škocjanu) — поселення в общині Шкоцян, регіон Південно-Східна Словенія, Словенія.